# خلنگ زمستانی
خلنگ (نام علمی: Erica carnea) نام یک گونه از سرده خلنگ است. خلنگ با گونه‌های مختلف که به صورت بوته یا درختچه هستند. نوعی از آن درختچهٔ جنگلی است که بلندی آن تا سه متر می‌رسد و گل‌های آن کوچک، صورتی و به زنگوله می‌باشد. نوع دیگری از آن دارای برگ‌های لوله شده‌ای است که پشت برگ‌های به رنگ سبز مایل به سفید می‌باشد. برخی کوتاه است و بلندی آن از ۵۰ – ۶۰ سانتی‌متر بیشتر نمی‌شود. ریشه خلنگ درختچه‌ای ضخیم و کمی متورم است و چوبش محکم و به رنگ قرمز صیقل خور است. این گیاه در مناطق معتدل و جنگل‌های اروپا و سایر نیمکره شمالی می‌روید.

## خواص خلنگ
گیاه و گل و تخم خلنگ دارای خواص درمانی است. گیاه خلنگ که طبیعتی گرم و خشک دارد برای درمان عضلات و ارامش اعصاب بسیار مفید است.

### گل خلنگ
اگر یک مشت از گل آن را در یک لیتر آب آنقدر بجوشانید که تا ۱/۳ آب آن بخار شود، و بمدت ۲۴ ساعت بمرور مصرف کنید:
- ضدعفونی‌کننده است.
- ادرارآور است.
- ورم مثانه را درمان می‌کند
- رماتیسم را درمان می‌کند[۱]

### تخم خلنگ
اگر پنج گرم از آن را با عسل مخلوط کنید و بخورید، برای خنثی کردن سم در معده بسیار مفید است.